# 617년

## 연호
- 수(隋) 대업(大業) 13년 / 의녕(義寧) 원년
- 신라(新羅) 건복(建福) 34년

## 기년
- 수(隋) 양제(煬帝) 13년 / 공제(恭帝) 원년
- 신라(新羅) 진평왕(眞平王) 39년
- 고구려(高句麗) 영양왕(嬰陽王) 28년
- 백제(百濟) 무왕(武王) 18년

## 사건
- 사산조 페르시아의 샤흐르바라즈가 동로마 제국의 알렉산드리아를 점령하다.

## 탄생
- 신라(新羅)의 승려(僧侶) 원효(元曉)